# General Sampaio
General Sampaio is een gemeente in de Braziliaanse deelstaat Ceará. De gemeente telt 6.654 inwoners (schatting 2009).